# Passionsfenster (Brasparts)

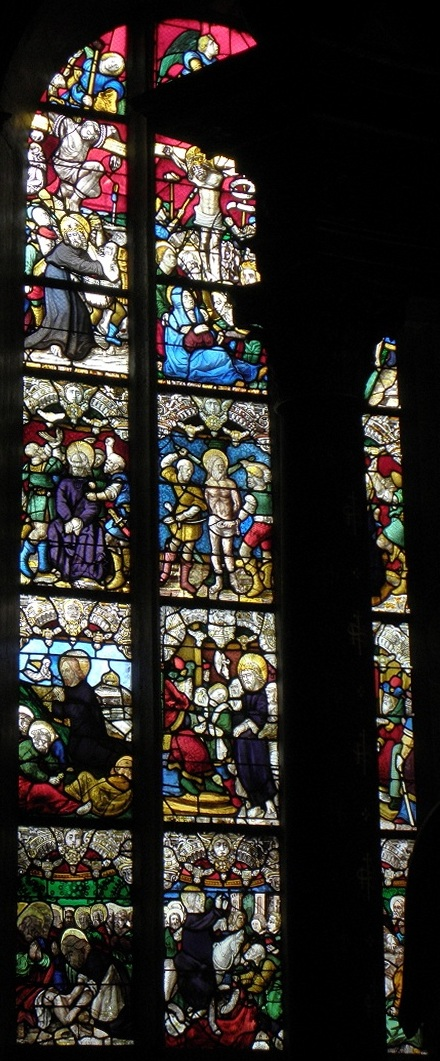
Passionsfenster in Brasparts

Das Passionsfenster in der katholischen Kirche Notre-Dame-St-Tugen in Brasparts, einer französischen Stadt im Département Finistère in der Region Bretagne, wurde um 1535 geschaffen. Das Bleiglasfenster wurde 1906 als Monument historique in die Liste der geschützten Objekte (Base Palissy) in Frankreich aufgenommen.
Das ursprünglich zentrale Fenster im Chor, das 1725 versetzt wurde, stammt von einer unbekannten Werkstatt. Es zeigt verschiedene Szenen aus dem Leidensweg Jesu (siehe Bildunterschriften).
Das Fenster wurde 1861 von Jean-Louis Nicolas und 1941 von der Werkstatt Gruber restauriert. Im Jahr 1942 wurde das Fenster zum Schutz vor Kriegsbeschädigungen ausgebaut und 1951 vom Atelier Gruber wieder eingebaut.  

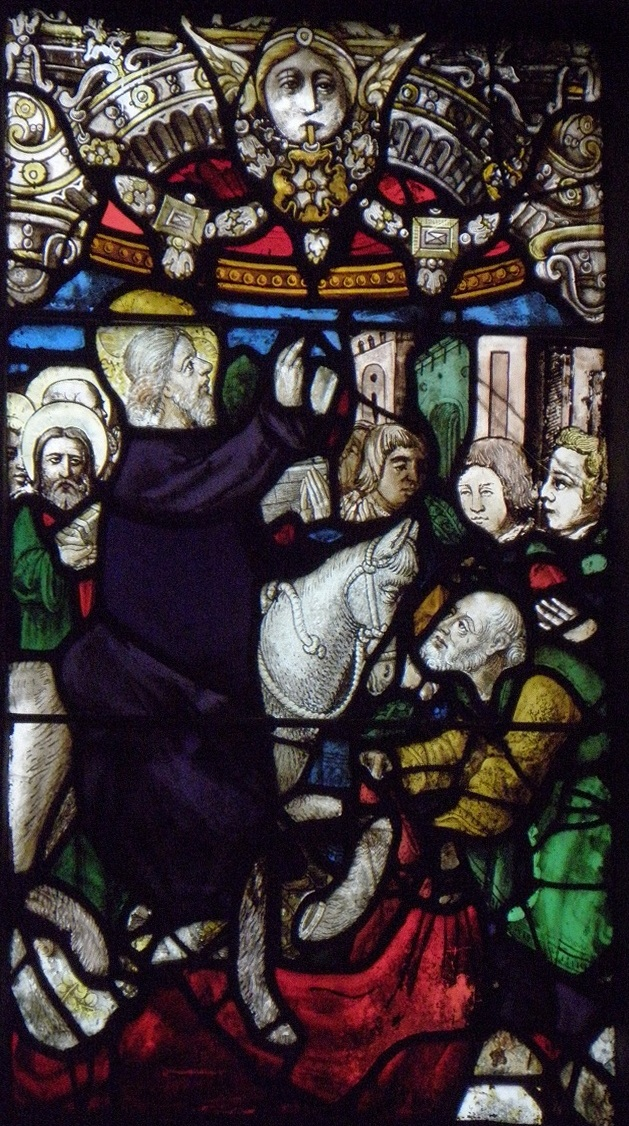
Einzug in Jerusalem
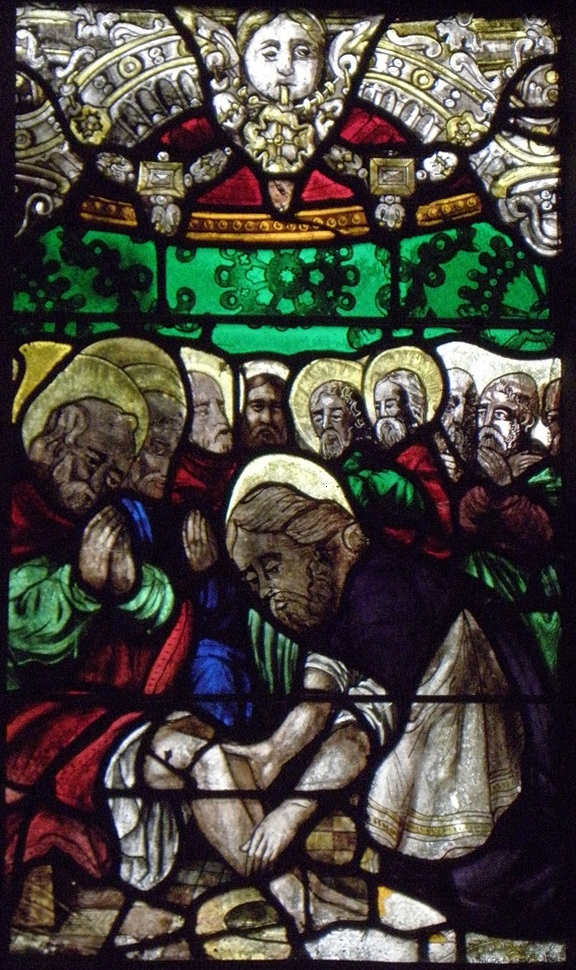
Fußwaschung
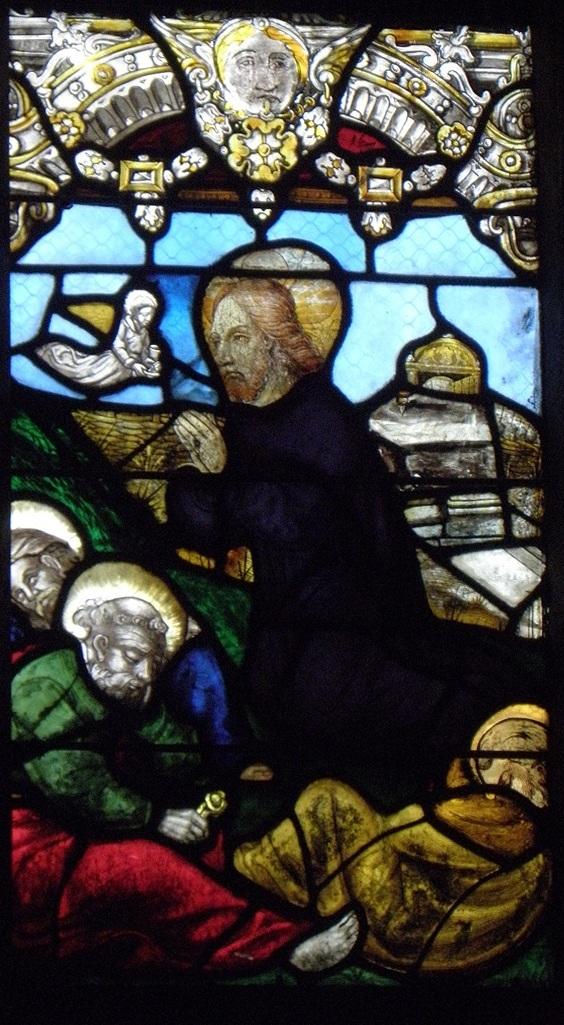
Jesus am Ölberg
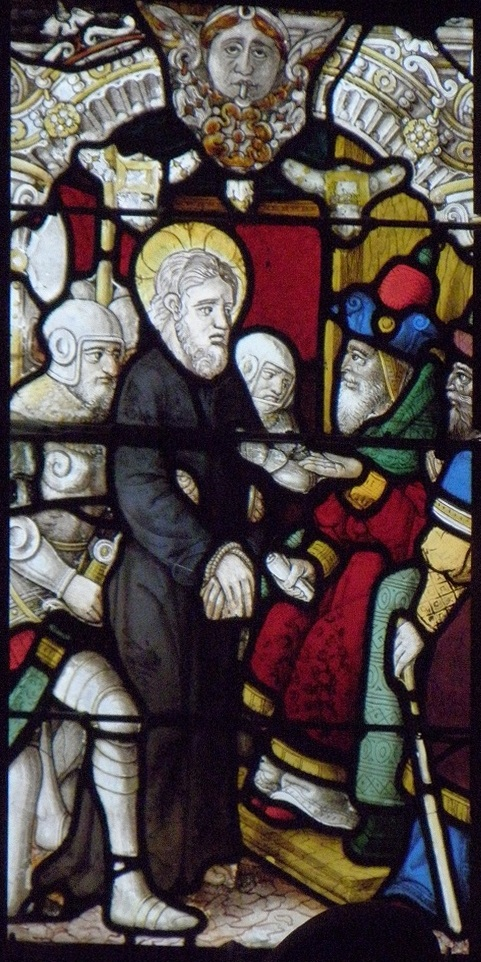
Jesus vor Kajaphas
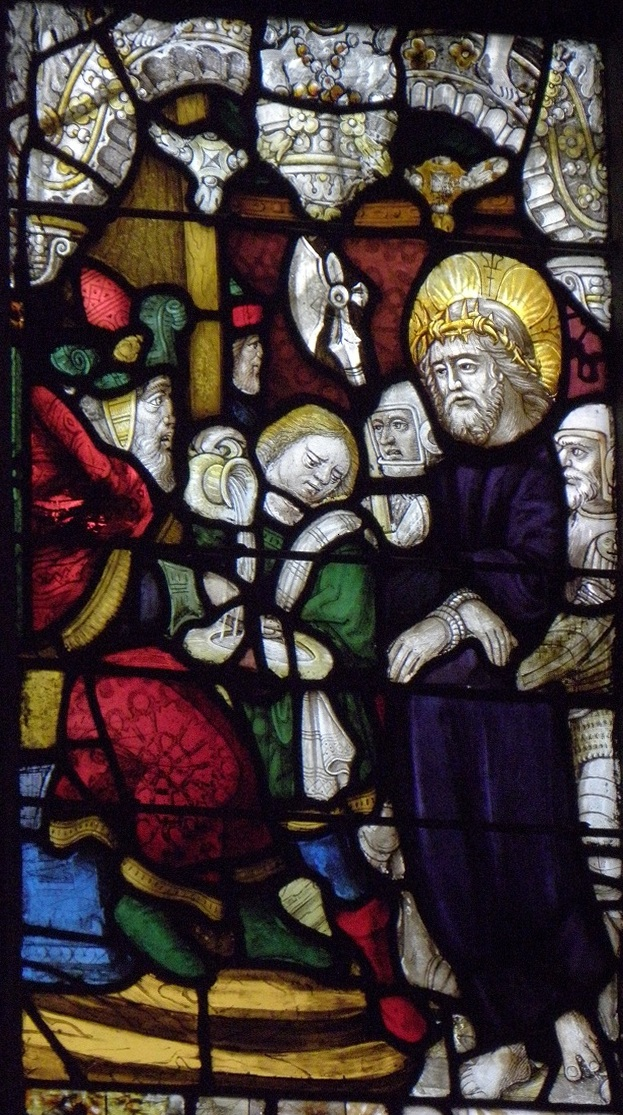
Jesus vor Pilatus

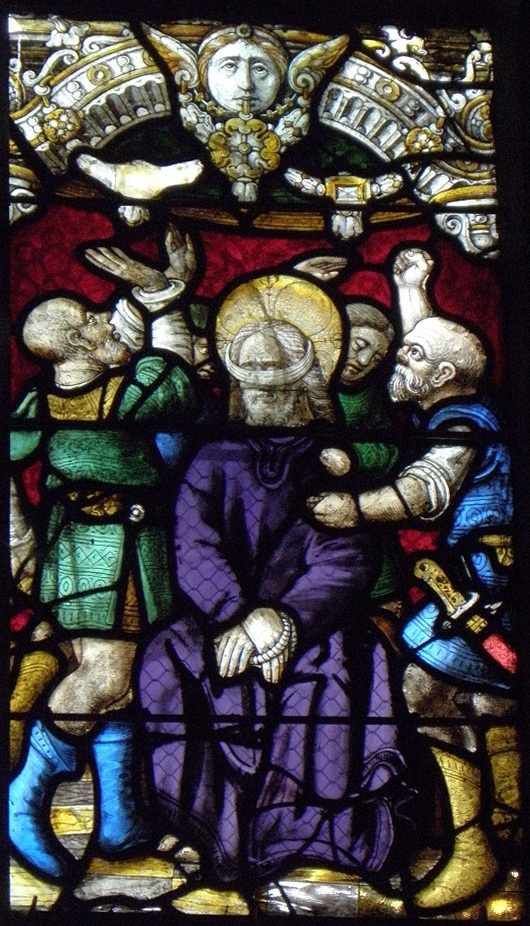
Verhöhnung von Jesus
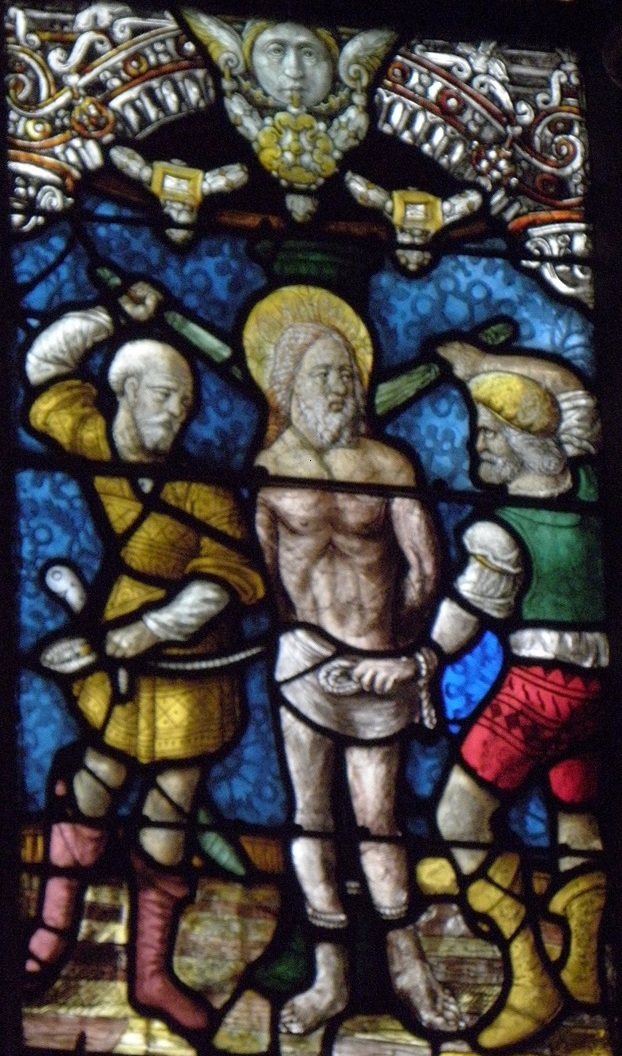
Jesus wird gegeißelt
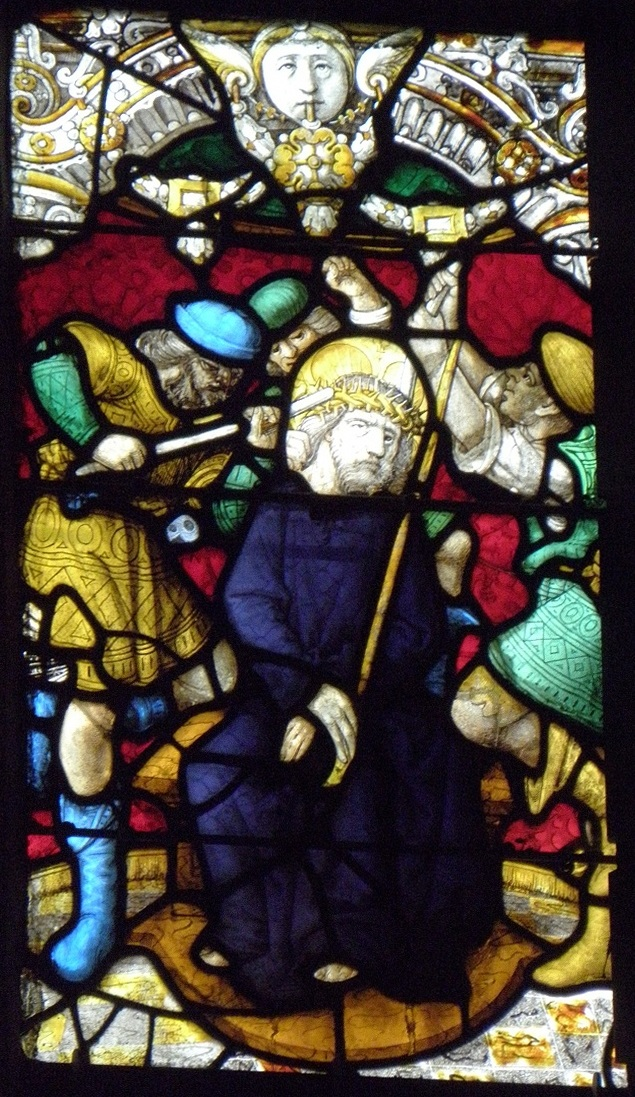
Jesus wird die Dornenkrone aufgesetzt
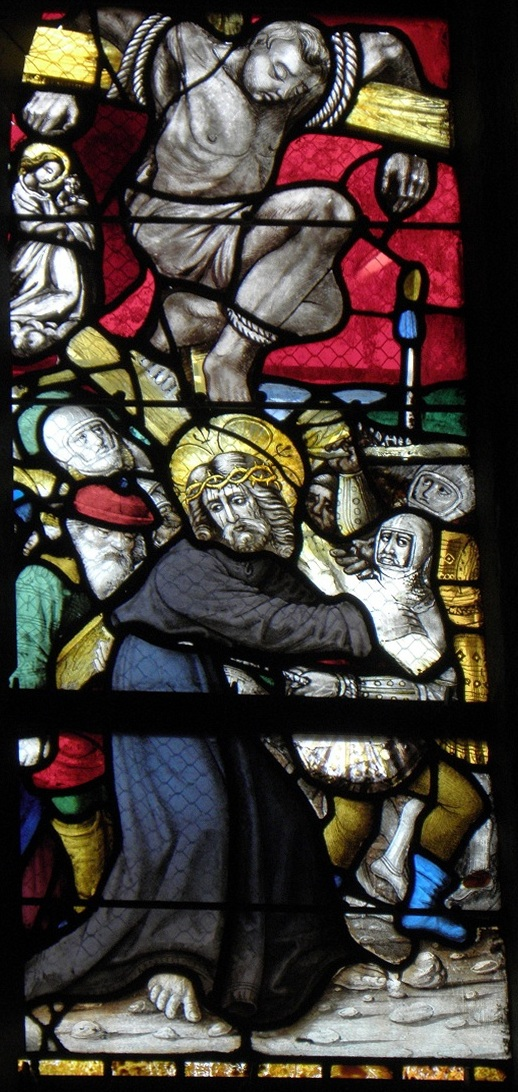
Jesus trägt das Kreuz
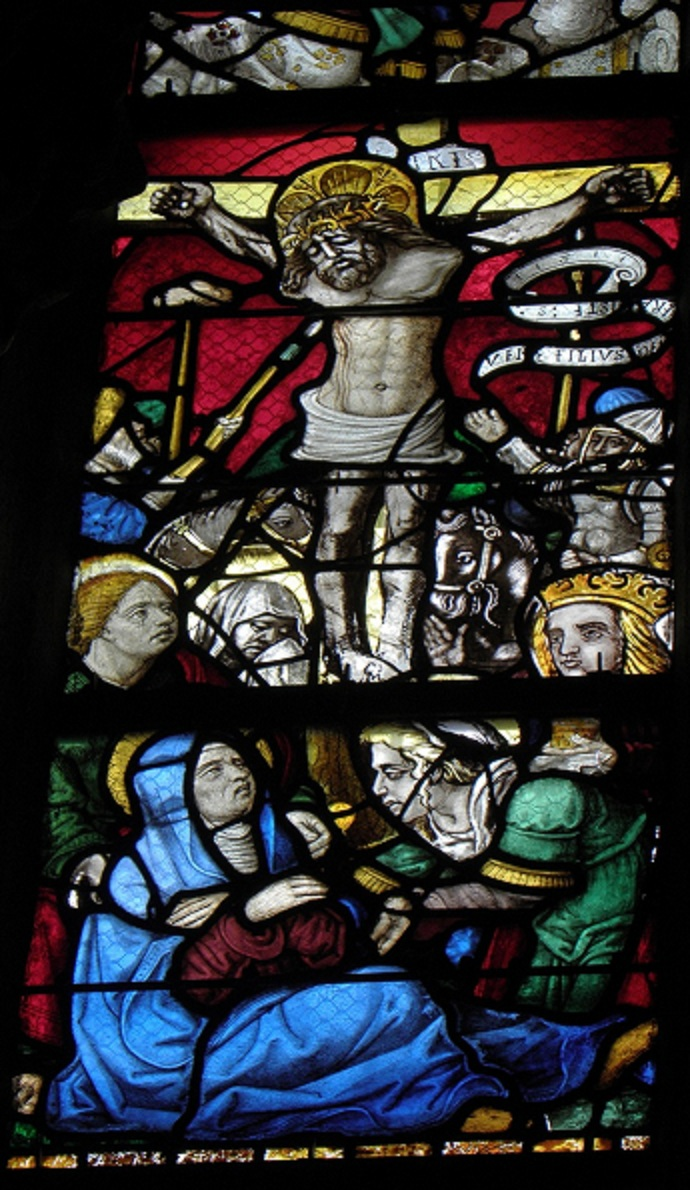
Kreuzigungsszene
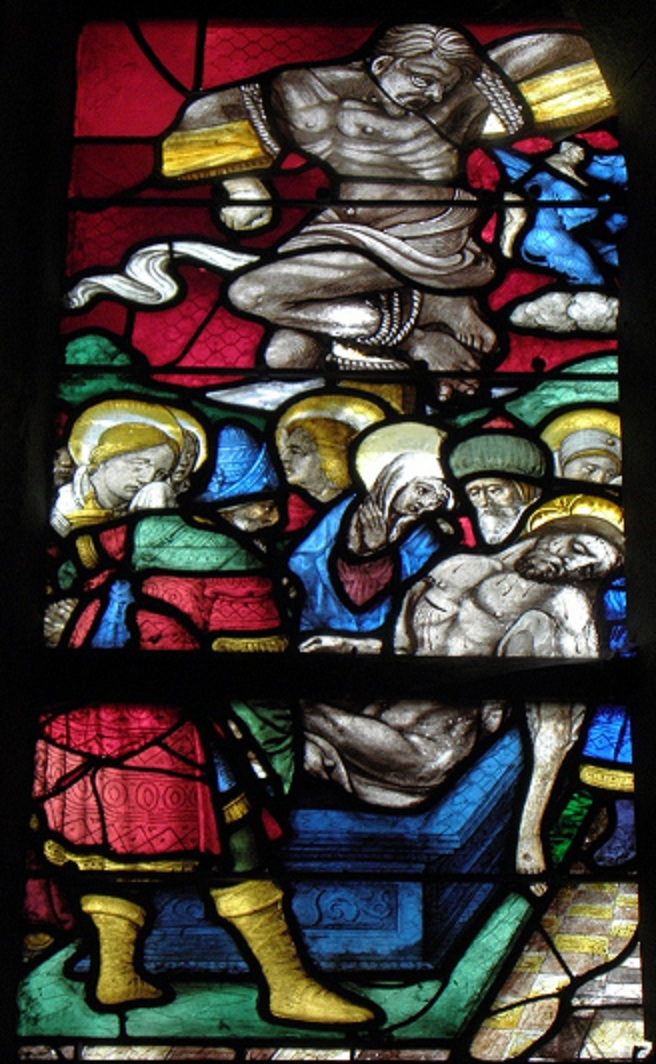
Grablegung Jesu